# Calendrier national indien

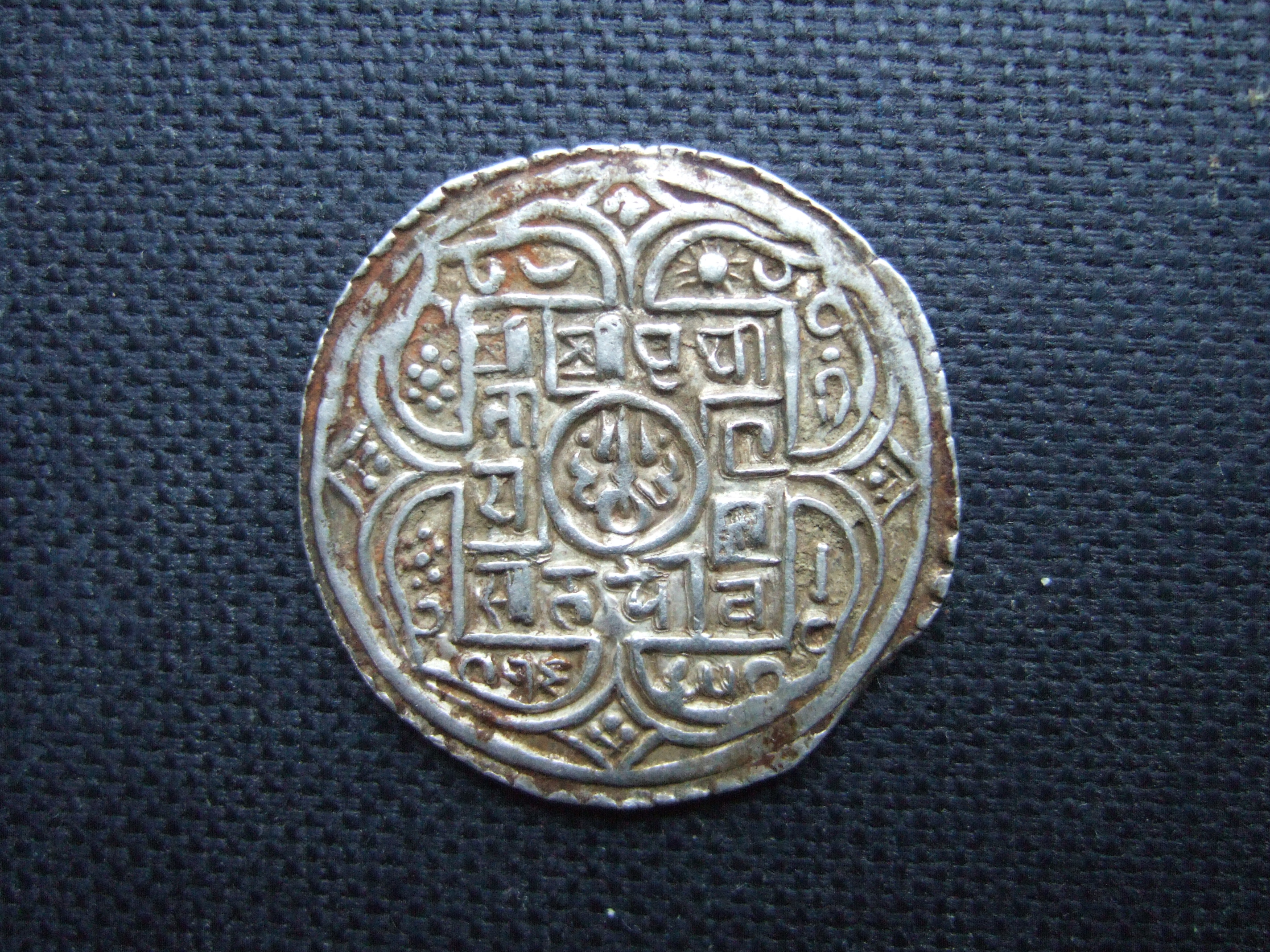
Mohar de Gorkha, du roi Prithvi Narayan Shah, daté de l'ère Saka 1685 (1763 AD).

Le calendrier national indien est un calendrier solaire civil, destiné à unifier l'ensemble des calendriers de l'Inde après l'indépendance du pays, en 1947. Les dirigeants indiens se retrouvent alors confrontés à de multiples problèmes d'uniformisation d'un pays aussi vaste et varié qu'un continent. Il existait plusieurs calendriers civils et religieux, avec des dizaines de variantes régionales.
Un comité de réforme du calendrier est constitué en novembre 1952. Ses travaux aboutissent à l'adoption comme calendrier national indien, introduit officiellement le 22 mars 1957 ; 1er chaitra 1879 selon ce calendrier. C'est l'ère Saka qui est prise comme référence, son année zéro commençant le 22 mars 78 selon le calendrier grégorien proleptique.
Depuis cette date, un cycle de 365 jours démarre tous les ans au 22 mars du calendrier grégorien, à l'exception des années bissextiles durant lesquelles il commence le 21 mars grégorien. Pour déterminer les années bissextiles, ajouter 78 à l'année Saka pour obtenir l'année grégorienne correspondante (à partir du 22  mars) : l'année Saka est bissextile si et seulement si l'année grégorienne l'est également, autrement dit si l'année Saka plus 78 est soit multiple de 4 mais pas multiple de 100, soit multiple de 400.

## Les mois
Les mois de ce calendrier suivent les signes du zodiaque tropical au lieu de suivre les signes du zodiaque sidéral comme le fait le calendrier hindou.
| N° | Mois       | Durée (jours) | Date de début (grégorienne) | Zodiaque tropical                           | Zodiaque tropical (sanskrit romanisé) |
| -- | ---------- | ------------- | --------------------------- | ------------------------------------------- | ------------------------------------- |
| 1  | Chaitra    | 30/31         | 22/21 mars                  | Bélier                                      | Meṣa                                  |
| 2  | Vaisakha   | 31            | 21 avril                    | Taureau                                     | Vṛṣabha                               |
| 3  | Jyeshta    | 31            | 22 mai                      | Gémeaux                                     | Mithuna                               |
| 4  | Aashaadha  | 31            | 22 juin                     | Cancer (mois de l'aphélie terrestre)        | Karkata                               |
| 5  | Shraavana  | 31            | 23 juillet                  | Lion                                        | Simha                                 |
| 6  | Bhaadra    | 31            | 23 aout                     | Vierge                                      | Kanyā                                 |
| 7  | Ashwin     | 30            | 23 septembre                | Balance                                     | Tulā                                  |
| 8  | Kartika    | 30            | 23 octobre                  | Scorpion                                    | Vṛścik‌‌‌a                               |
| 9  | Agrahayana | 30            | 22 novembre                 | Sagittaire                                  | Dhanur                                |
| 10 | Pausha     | 30            | 22 décembre                 | Capricorne (mois de la périhélie terrestre) | Makara                                |
| 11 | Magha      | 30            | 21 janvier                  | Verseau                                     | Kumbha                                |
| 12 | Phalguna   | 30            | 20 février                  | Poissons                                    | Mīna                                  |

Ce calendrier a la particularité que son jour bissextile se place en tête de son premier mois, chaitra.
Les mois de la première partie de l'année ont tous 31 jours, prenant en compte le mouvement (apparent) plus lent du Soleil sur l'écliptique durant cette période où la Terre est plus éloignée du soleil, qui est celle de l'aphélie de l'orbite terrestre (en début juillet, au mois de Aashaadha). Et les mois suivants ont eux tous 30 jours, ce qui prend en compte la période du périhélie (en début janvier, au mois de Pausha).
Ce calendrier est structuré presque comme l'est le calendrier persan.
Les noms des mois en sanskrit, hindi ou ourdou (aux différences près de leurs systèmes d'écriture) proviennent du traditionnel calendrier hindou lunisolaire (également à la base du calendrier népalais ayant également des noms de mois similaires), ce qui peut causer des confusions de dates.